# Пироксмангит
Пироксмангит — (англ. Pyroxmangite) относительно редкий минерал класса силикатов, близкий к пироксенам, диморфен с родонитом. Встречается в виде мелкозернистых плотных агрегатов, иногда образует хорошие чистые кристаллы таблитчатой или призматической формы. Впервые описан в 1913 году.
Излом неровный до занозистого. После сплавления с флюсами даёт реакцию на марганец. Под паяльной трубкой образуется чёрный магнитный королёк. В кислотах не растворяется. От родонита отличается меньшим углом оптических осей, бо́льшим светопреломлением и бо́льшим двупреломлением.
Ценный коллекционный минерал; прозрачные кристаллы подвергаются огранке и используются в качестве драгоценных камней для вставок в эксклюзивные ювелирные изделия. Но поскольку кристаллографические и оптические параметры пироксмангита весьма близки к таковым для родонита — для точной диагностики огранённого пироксмангита необходимо применение лабораторных методов и рентгеноструктурного анализа. Чем больше отличается цвет огранённого пироксмангита от ярко-красного к розовому, тем он дороже.
Встречается в скарнах совместно с геденбергитом, гранатом и диопсидом.